# Вулиця Миру (Кременчук)
Ву́лиця Ми́ру — одна з вулиць Кременчука. Протяжність близько 650 метрів.

## Розташування
Вулиця розташована в північно-західній частині міста. Починається недалеко з вул. Вадима Пугачова та прямує на південний схід, де завертає на північний схід і розходиться на 1-й Піщаний і 2-й Піщаний тупики.

## Будівлі та об'єкти
Близько половину шляху по праву сторону вулиці розташований однойменний парк.
- Буд. № 5-А — Дошкільний навчальний заклад № 78[1]
- Буд. № 19 — Дошкільний навчальний заклад № 70[1]